# Quagliuzzo
Quagliuzzo is een gemeente in de Italiaanse provincie Turijn (regio Piëmont) en telt 333 inwoners (31-12-2004). De oppervlakte bedraagt 1,9 km², de bevolkingsdichtheid is 175 inwoners per km².

## Demografie
Quagliuzzo telt ongeveer 143 huishoudens. Het aantal inwoners steeg in de periode 1991-2001 met 0,3% volgens cijfers uit de tienjaarlijkse volkstellingen van ISTAT.
| Jaar | Inwoneraantal |
| ---- | ------------- |
| 1991 | 320           |
| 2001 | 321           |

## Geografie
Quagliuzzo grenst aan de volgende gemeenten: Castellamonte, Lugnacco, Vistrorio, Parella, Strambinello, Torre Canavese.
1. ↑  https://demo.istat.it/?l=it.